# جوایز گریسی

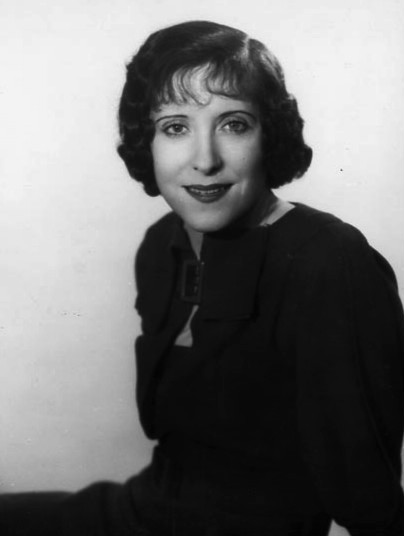
این جوایز هم‌نام گریسی آلن، ستاره تلویزیونی هستند

جوایز گریسی آلن (به انگلیسی: Gracie Allen Awards) جوایزی هستند که سالانه از طرف بنیاد اتحاد برای زنان در رسانه (AWM) در آمریکا برای تقدیر از برنامه‌هایی که برای زنان، توسط زنان و دربارهٔ زنان ایجاد شده‌اند و همچنین افرادی که در رسانه‌های الکترونیکی و شرکت‌های وابسته کمک‌های شایانی کرده‌اند، اهدا می‌شود. این جایزه کارهای ملی، محلی و دانش‌آموزی را می‌پذیرد.

## رشته‌ها
در جشن سال ۲۰۱۴ این رشته‌ها موجود بودند.
- بهترین لنگر – اخبار یا مجله خبری
- بهترین کمدی
- بهترین کارگردان – سرگرمی
- بهترین کارگردان – اخبار
- بهترین مستند
- بهترین درام
- بهترین بازیگران گروهی – کمدی
- بهترین بازیگران گروهی – درام
- بهترین برنامه‌سازی خانوادگی
- بهترین بازیگر زن در نقش دستیابی به موفقیت
- بهترین بازیگر زن در نقش ویژه یا مهمان
- بهترین بازیگر زن در نقش اصلی در کمدی
- بهترین بازیگر زن در نقش اصلی در درام
- بهترین بازیگر زن در نقش مکمل در کمدی یا موزیکال
- بهترین بازیگر زن در نقش مکمل در درام
- بهترین برنامه اخبار سخت
- بهترین میزبان – سرگرمی/اطلاعات
- بهترین میزبان – سبک زندگی/سلامتی
- بهترین میزبان – اخبار/غیر داستانی
- بهترین برنامه مصاحبه‌ای
- بهترین برنامه تحقیقی
- بهترین برنامه سبک زندگی/سلامتی
- بهترین شخصیت رانندگی صبح/عصر
- بهترین استعداد در حال پخش: برنامه ورزشی
- بهترین میزبان یا خبرنگار آنلاین
- بهترین تهیه‌کننده آنلاین
- بهترین برنامه‌سازی اورجینال آنلاین – صوتی
- بهترین برنامه‌سازی اورجینال آنلاین – اخبار/مستند
- بهترین برنامه‌سازی اورجینال آنلاین – سریال
- بهترین برنامه‌سازی اورجینال آنلاین – ویدیوی مستقل
- بهترین تهیه‌کننده – مستند/واقعیت
- بهترین تهیه‌کننده – سرگرمی
- بهترین تهیه‌کننده – اخبار
- بهترین نمایش واقع‌نما
- بهترین گزارشگر/خبرنگار
- بهترین سریال
- بهترین برنامه اخبار نرم
- بهترین ویژگی یا تنوع
- بهترین برنامه ورزشی
- بهترین برنامه گفتگو محور – سرگرمی/اطلاعات
- بهترین برنامه گفتگو محور – اخبار